# 走れ! やじうまン!!
『走れ! やじうまン!!』（はしれやじうまン）は、1990年4月9日から1992年1月3日まで放送されていた文化放送の報道・情報番組。放送時間は平日（月曜日〜金曜日）17:00 - 17:50（JST）。

## 概要
文化放送報道部が制作する、タイトルはユニークであるが内容は硬派寄りの報道系情報番組。世界のニュースから身近な町の話題まで毎日のニュースや各種情報と共に、「やじうまン（男性）」「やじうーまン（女性）」と言われた毎日10人近くの取材陣・レポーター陣が、当時の移動体通信の手段であったショルダーホンを肩にしてニュース発見のためにラジオカーで移動し、やじうまン・やじうーまンが取材して来た等身大の情報やニュースで構成された。
「やじうまン」とは、「野次馬」と「ラジオマン」をかけ合わせた造語で、「やじ馬を代表するプロが、様々なニュースの現場に駆け付け、出来る限り同時進行でニュースを伝える」という狙いがあったという。
メイン出演者に当時文化放送に入社して以来報道部一筋20年だった西山弘道。本番組ではパーソナリティではなくアンカーマンと呼ばれた。
本番組はアメリカ・ハワイの「KOHO日本語放送局」でも毎日同時放送された。ブラジルでは一週間のダイジェスト版が週1回放送されていた。

## 出演者
- アンカーマン：西山弘道
- アシスタント
  - 斎藤弘美（1990年4月 - 1990年9月、月・火曜）
  - 久保田妙子（同上、水・木曜）
  - 高橋小枝子（同上、金曜）
  - 舘野順子（1990年10月 - 1992年1月、月 - 金曜）※後継番組『小倉智昭のニュースアタックル』にも続投

## コーナー・タイムテーブル
（出典：）
- 17:00 - オープニング／ニュース・パレード
（オープニングコメントの後、すぐ「ニュース・パレード」に入っていた。）
- 17:15 - 17:42
  - 「今がニュース時」
  - 交通情報
  - アンカーマンニュース → やじうまン！レポート
- 17:42 - やじうまン!コラム（NRN企画ネット）
- 17:47 - 交通情報／エンディング